# قائمة رؤساء الدول والحكومات من أصل هندي
هذه قائمة برؤساء الدول ورؤساء حكومات الدول ذات السيادة من أصل هندي جزئي أو كامل، بخلاف رؤساء دول وحكومات دول شبه القارة الهندية. لا تشمل هذه القائمة رؤساء الدول والحكومات بالوكالة.

## رؤساء الدول ورؤساء الحكومات
| #  | الاسم (الميلاد―الوفاة)             | الصورة                | المنصب                                | المسمى                 | الدولة           | الفترة         | الفترة            | المدة              | مكان الولادة                                                 | مراجع                |
| -- | ---------------------------------- | --------------------- | ------------------------------------- | ---------------------- | ---------------- | -------------- | ----------------- | ------------------ | ------------------------------------------------------------ | -------------------- |
| 1  | سيووساغور رامجولام (1900–1985)     |                       | رئيس وزراء موريشيوس                   | رئيس حكومة             | موريشيوس         | 12 مارس 1968   | 30 يونيو 1982     | 14 سنوات و110 أيام | بيل ريف، موريشيوس البريطانية                                 | [ 1 ] [ 2 ]          |
| 2  | ألفريدو نوبري دا كوستا (1923–1996) |                       | رئيس وزراء البرتغال                   | رئيس حكومة             | البرتغال         | 28 أغسطس 1978  | 22 نوفمبر 1978    | 86 أيام            | لشبونة، البرتغال                                             | [ 3 ]                |
| 3  | مهاتير محمد (مواليد 1925)          |                       | رئيس وزراء ماليزيا                    | رئيس حكومة             | ماليزيا          | 16 يوليو 1981  | 31 أكتوبر 2003    | 24 سنة، 38 يوم     | ألور ستار، مالايا البريطانية                                 | [ 4 ] [ 5 ]          |
| 3  | مهاتير محمد (مواليد 1925)          | 10 مايو 2018          | رئيس وزراء ماليزيا                    | رئيس حكومة             | ماليزيا          | 1 مارس 2020    |                   | 24 سنة، 38 يوم     | ألور ستار، مالايا البريطانية                                 | [ 4 ] [ 5 ]          |
| 4  | ديفان ناير (1923–2005)             |                       | رئيس سنغافورة                         | رأس الدولة             | سنغافورة         | 23 أكتوبر 1981 | 27 مارس 1985      | 3 سنوات و155 أيام  | ملقا، مستعمرات المضيق                                        | [ 6 ] [ 7 ]          |
| 5  | فريد رامدات ميسير (1926–2004)      |                       | رئيس سورينام                          | رأس الدولة             | سورينام          | 8 فبراير 1982  | 25 يناير 1988     | 5 سنوات و351 أيام  | باراماريبو، سورينام                                          | [ 8 ]                |
| 6  | أنايروود جوناوث (1930–2021)        |                       | رئيس وزراء موريشيوس                   | رئيس حكومة             | موريشيوس         | 16 يونيو 1982  | 22 ديسمبر 1995    | 18 سنة، 239 يوم    | فاكوس-فينيكس، موريشيوس البريطانية                            | [ 9 ] [ 10 ]         |
| 6  | أنايروود جوناوث (1930–2021)        | 17 سبتمبر 2000        | رئيس وزراء موريشيوس                   | رئيس حكومة             | موريشيوس         | 30 سبتمبر 2003 |                   | 18 سنة، 239 يوم    | فاكوس-فينيكس، موريشيوس البريطانية                            | [ 9 ] [ 10 ]         |
| 6  | أنايروود جوناوث (1930–2021)        | 17 ديسمبر 2014        | رئيس وزراء موريشيوس                   | رئيس حكومة             | موريشيوس         | 23 يناير 2017  |                   | 18 سنة، 239 يوم    | فاكوس-فينيكس، موريشيوس البريطانية                            | [ 9 ] [ 10 ]         |
| 6  | أنايروود جوناوث (1930–2021)        | رئيس جمهورية موريشيوس | رأس الدولة                            | 7 أكتوبر 2003          | موريشيوس         | 31 مارس 2012   | 8 سنوات و176 أيام |                    | فاكوس-فينيكس، موريشيوس البريطانية                            | [ 9 ] [ 10 ]         |
| 7  | إيرول أليبوكس (مواليد 1948)        |                       | رئيس وزراء سورينام                    | رئيس حكومة             | سورينام          | 26 فبراير 1983 | 8 يناير 1984      | 316 أيام           | باراماريبو، سورينام                                          | [ 11 ] [ 12 ]        |
| 8  | بريتابناخان رادهاكيشون (1934–2001) |                       | رئيس وزراء سورينام                    | رئيس حكومة             | سورينام          | 17 يوليو 1986  | 7 أبريل 1987      | 264 أيام           | باراماريبو، سورينام                                          | [ 13 ]               |
| 9  | نور حسن علي (1918–2006)            |                       | رئيس ترينيداد وتوباغو                 | رأس الدولة             | ترينيداد وتوباغو | 20 مارس 1987   | 17 مارس 1997      | 9 سنوات و362 أيام  | سان فرناندو، ترينيداد وتوباغو البريطانية                     | [ 14 ] [ 15 ]        |
| 10 | رامسيواك شنكار (مواليد 1937)       |                       | رئيس سورينام                          | رأس الدولة، رئيس حكومة | سورينام          | 25 يناير 1988  | 24 ديسمبر 1990    | 2 سنوات و333 أيام  | أمستردام الجديدة، سورينام                                    | [ 16 ] [ 17 ]        |
| 11 | فيراسامي رينجادو (1920–2000)       |                       | رئيس جمهورية موريشيوس                 | رأس الدولة             | موريشيوس         | 12 مارس 1992   | 30 يونيو 1992     | 110 أيام           | بورت لويس، موريشيوس البريطانية                               | [ 18 ] [ 19 ]        |
| 12 | كاسام أوتيم (مواليد 1941)          |                       | رئيس جمهورية موريشيوس                 | رأس الدولة             | موريشيوس         | 30 يونيو 1992  | 15 فبراير 2002    | 9 سنوات و230 أيام  | بورت لويس، موريشيوس البريطانية                               | [ 20 ] [ 21 ]        |
| 13 | شيدي جاغان (1918–1997)             |                       | رئيس غيانا                            | رأس الدولة، رئيس حكومة | غيانا            | 9 أكتوبر 1992  | 6 مارس 1997       | 4 سنوات و148 أيام  | أنكرفيل، بورت مورانت، غيانا البريطانية                       | [ 22 ] [ 23 ]        |
| 14 | باسديو بانداي (مواليد 1933)        |                       | رئيس وزراء ترينيداد وتوباغو           | رئيس حكومة             | ترينيداد وتوباغو | 9 نوفمبر 1995  | 24 ديسمبر 2001    | 6 سنوات و45 أيام   | قرية سانت جوليان، مدينة الأمراء، ترينيداد وتوباغو البريطانية | [ 24 ] [ 25 ] [ 26 ] |
| 15 | نفين رامجولام (مواليد 1947)        |                       | رئيس وزراء موريشيوس                   | رئيس حكومة             | موريشيوس         | 27 ديسمبر 1995 | 11 سبتمبر 2000    | 14 سنة، 59 يوم     | بورت لويس، موريشيوس البريطانية                               | [ 27 ]               |
| 15 | نفين رامجولام (مواليد 1947)        | 5 يوليو 2005          | رئيس وزراء موريشيوس                   | رئيس حكومة             | موريشيوس         | 17 ديسمبر 2014 |                   | 14 سنة، 59 يوم     | بورت لويس، موريشيوس البريطانية                               | [ 27 ]               |
| 16 | ماهندرا شودري (مواليد 1942)        |                       | رئيس وزراء فيجي                       | رئيس حكومة             | فيجي             | 19 مايو 1999   | 27 مايو 2000      | 1 سنة و8 أيام      | با، فيجي البريطانية                                          | [ 28 ] [ 29 ]        |
| 17 | بارات جاغديو (مواليد 1964)         |                       | رئيس غيانا                            | رأس الدولة، رئيس حكومة | غيانا            | 11 أغسطس 1999  | 3 ديسمبر 2011     | 12 سنوات و114 أيام | الوحدة، غيانا البريطانية                                     | [ 30 ] [ 31 ]        |
| 18 | سيلابان راما ناطان (1924–2016)     |                       | رئيس سنغافورة                         | رأس الدولة             | سنغافورة         | 1 سبتمبر 1999  | 31 أغسطس 2011     | 11 سنوات و364 أيام | سنغافورة، مستعمرات المضيق                                    | [ 32 ] [ 33 ]        |
| 19 | كاملا بيرساد-بيسيسار (مواليد 1952) |                       | رئيس وزراء ترينيداد وتوباغو           | رئيس حكومة             | ترينيداد وتوباغو | 26 مايو 2010   | 9 سبتمبر 2015     | 5 سنوات و108 أيام  | سيباريا، ترينيداد وتوباغو البريطانية                         | [ 34 ] [ 35 ]        |
| 20 | دونالد راموتار (مواليد 1950)       |                       | رئيس غيانا                            | رأس الدولة، رئيس حكومة | غيانا            | 3 ديسمبر 2011  | 16 مايو 2015      | 3 سنوات و164 أيام  | كاريا كاريا، غيانا البريطانية                                | [ 36 ] [ 37 ]        |
| 21 | كايلاش بوراج (مواليد 1947)         |                       | رئيس جمهورية موريشيوس                 | رأس الدولة             | موريشيوس         | 21 يوليو 2012  | 29 مايو 2015      | 2 سنوات و312 أيام  | فاكوس-فينيكس، موريشيوس البريطانية                            | [ 38 ] [ 39 ]        |
| 22 | أمينة غريب فقيم (مواليد 1959)      |                       | رئيس جمهورية موريشيوس                 | رأس الدولة             | موريشيوس         | 5 يونيو 2015   | 23 مارس 2018      | 2 سنوات و291 أيام  | سورينام، موريشيوس البريطانية                                 | [ 40 ] [ 41 ]        |
| 23 | أنطونيو كوستا (مواليد 1961)        |                       | رئيس وزراء البرتغال                   | رئيس حكومة             | البرتغال         | 26 نوفمبر 2015 | 2 أبريل 2024      | 8 سنوات و128 أيام  | لشبونة، البرتغال                                             | [ 42 ] [ 43 ]        |
| 24 | برافيند جوغنوث (مواليد 1961)       |                       | رئيس وزراء موريشيوس                   | رئيس حكومة             | موريشيوس         | 23 يناير 2017  | 13 نوفمبر 2024    | 7 سنوات و295 أيام  | فاكوس-فينيكس، موريشيوس البريطانية                            | [ 44 ]               |
| 25 | ليو فرادكار (مواليد 1979)          |                       | تيشخ                                  | رئيس حكومة             | أيرلندا          | 14 يونيو 2017  | 27 يونيو 2020     | 3 سنوات و13 أيام   | دبلن، جمهورية أيرلندا                                        | [ 45 ] [ 46 ]        |
| 25 | ليو فرادكار (مواليد 1979)          | 17 ديسمبر 2022        | تيشخ                                  | رئيس حكومة             | أيرلندا          | 9 أبريل 2024   | 1 سنة و114 أيام   |                    | دبلن، جمهورية أيرلندا                                        | [ 45 ] [ 46 ]        |
| 26 | حليمة يعقوب (مواليد 1954)          |                       | رئيس سنغافورة                         | رأس الدولة             | سنغافورة         | 14 سبتمبر 2017 | 14 سبتمبر 2023    | 6 سنوات و0 أيام    | Singapore City ‏، مستعمرة سنغافورة                            | [ 47 ] [ 48 ]        |
| 27 | بريثفيراجسينغ روبون (مواليد 1959)  |                       | رئيس جمهورية موريشيوس                 | رأس الدولة             | موريشيوس         | 2 ديسمبر 2019  | 2 ديسمبر 2024     | 5 سنوات و0 أيام    | ، موريشيوس البريطانية                                        | [ 49 ] [ 50 ]        |
| 28 | تشان سانتوخي (مواليد 1959)         |                       | رؤساء سورينام                         | رأس الدولة، رئيس حكومة | سورينام          | 16 يوليو 2020  | 16 يوليو 2025     | 5 سنوات و0 أيام    | Lelydorp، Suriname                                           | [ 51 ]               |
| 29 | محمد عرفان علي (مواليد 1980)       |                       | رئيس غيانا                            | رأس الدولة، رئيس حكومة | غيانا            | 2 أغسطس 2020   | في المنصب         | 5 سنوات و15 أيام   | Leonora، غيانا                                               | [ 52 ] [ 53 ]        |
| 30 | وافيل رامكالاوان (مواليد 1961)     |                       | قائمة رؤساء سيشل                      | رأس الدولة، رئيس حكومة | سيشل             | 26 أكتوبر 2020 | في المنصب         | 4 سنوات و295 أيام  | ماهيه، سيشل                                                  | [ 54 ] [ 55 ]        |
| 31 | ريشي سوناك (مواليد 1980)           |                       | رئيس وزراء المملكة المتحدة            | رئيس حكومة             | المملكة المتحدة  | 25 أكتوبر 2022 | 5 يوليو 2024      | 1 سنة و254 أيام    | ساوثهامبتون، إنجلترا، المملكة المتحدة                        | [ 56 ] [ 57 ]        |
| 32 | كريستين كانجالو (مواليد 1961)      |                       | رئيس ترينيداد وتوباغو                 | رأس الدولة             | ترينيداد وتوباغو | 20 مارس 2023   | في المنصب         | 2 سنوات و150 أيام  | Cascade، ترينيداد وتوباغو                                    | [ 58 ]               |
| 33 | Dharam Gokhool (مواليد 1949)       |                       | رئيس جمهورية موريشيوس                 | رأس الدولة             | موريشيوس         | 6 ديسمبر 2024  | في المنصب         | 254 أيام           | Plaine des Roches، موريشيوس البريطانية                       |                      |
| 34 | ستيوارت يونغ (مواليد 1975)         |                       | Prime Minister of Trinidad and Tobago | رئيس حكومة             | ترينيداد وتوباغو | 17 مارس 2025   | 1 مايو 2025       | 45 أيام            | بورت أوف سبين، ترينيداد وتوباغو                              |                      |
| 35 | كاملا بيرساد-بيسيسار (مواليد 1952) |                       | Prime Minister of Trinidad and Tobago | رئيس حكومة             | ترينيداد وتوباغو | 1 مايو 2025    | في المنصب         | 108 أيام           | Siparia، ترينيداد وتوباغو                                    | [ 59 ]               |